# Герб Борисполя
Герб Бори́споля — офіційний символ міста Бориспіль Київської області, затверджений 24 лютого 2005 рішенням Бориспільської міської ради.

## Опис
Герб являє собою стилізований щит у вигляді старовинного пергаменту з датою 1015 у нижній частині — рік першої літописної згадки про місцевість у «Повісті минулих літ». Колір щита — малиновий, вказує на козацьку добу міста, яка суттєво вплинула на соціальний стан його мешканців, особливо за часів кріпацтва.
На гербі зображено частину міського муру з брамою. У верхній частині розташовані бійниці — як символ оборонного значення муру. Нижня частина обрамлена ковилою, що характерним орнаментом обплутав княжий і є символом княжої доби, за якої виникло місто.

## Значення символіки
Неоголений меч — символом зброї, що може використовуватися лише для оборони. Хлібне колосся вказує на землеробство — основне заняття місцевих жителів. Літак на тлі міської брами у жовто-блакитних кольорах — символ повітряних воріт держави.
На гербі є зображення храму — символу духовного відродження та належності більшості жителів міста до православного християнства. Контури міського муру щита обрамлені золотом — символом достатку.